# Aleurothrixus similis
Aleurothrixus similis es una especie de insecto hemíptero de la familia Aleyrodidae y la subfamilia Aleyrodinae. Se distribuyen por América.
Fue descrita científicamente por primera vez por Sampson & Drews en 1941.